# RKO General
RKO General (anfangs: RKO Teleradio) war eine US-amerikanische Holdinggesellschaft, unter der der Mischkonzern General Tire von 1955 bis 1981 seine Rundfunkstationen organisierte. Unternehmenssitz war New York City. Unter dem Markennamen RKO Pictures hat das Unternehmen von 1981 bis 1987 auch eine Anzahl von Spielfilmen produziert.
Unter der erst später geschaffenen General-Tire-Dachgesellschaft GenCorp besteht RKO General formal bis heute fort.

## Geschichte
General Tire war im Rundfunkgeschäft bereits seit 1943 aktiv und besaß in den 1950er Jahren neben zahlreichen Radiosendern sieben Fernsehstationen. Im Juli 1955 erwarb das Unternehmen für seine Tochterfirma General Teleradio, die in den Fernsehmarkt drängte, für 25 Mio. US-Dollar das vom Bankrott bedrohte Hollywoodstudio RKO Pictures. RKO Pictures wurden mit General Teleradio zu einem einzigen Unternehmen RKO Teleradio Pictures zusammengefasst. Einen Großteil der Anschaffungskosten glich General Tire aus, indem es gleich darauf die Rechte an den RKO-Filmbeständen für 15,2 Mio. Dollar an die C&C Television Corp., ein Tochterunternehmen des Mischkonzerns Cantrell & Cochrane, weiterverkaufte. Der Historiker William Boddy hat diesen Verkauf der RKO-Bestände als „den Auslöser für eine Flut von Spielfilmen im Fernsehen Mitte der 1950er Jahre“ bezeichnet.
1956 gründete General Tire ein weiteres Tochterunternehmen, RKO Distributing, das sich in die Western Ontario Broadcasting Company einkaufte und damit unter anderem einen Fernsehsender in Windsor kontrollierte, der auch für den Markt im Mittleren Westen wichtig war. RKO Distributing ging später in RKO General auf.
Die RKO Teleradio Pictures produzierten zwei kurze Dokumentarfilme – The Golden Equator (1956) und Born to Fight (1956) – und einen Musikfilm mit Jane Powell, The Girl Most Likely (1958). Anfang 1957 wurde Produktions- und Verleihtätigkeit dann jedoch aufgegeben. General Tire verkaufte die Studioanlagen an Desi Arnaz und Lucille Ball, die sie für ihre eigene Produktionsgesellschaft Desilu verwendeten. Eine Reihe noch unveröffentlichter Filme wurden im Frühjahr 1959 an andere Unternehmen verkauft.
RKO Teleradio erhielt den neuen Namen RKO General und entwickelte sich in den 1960er und 1970er Jahren zu einem der größten Rundfunkunternehmen des Landes. Im Sommer 1962 schuf RKO General mit WHCT die erste Fernsehstation des Landes, die über längere Zeit hinweg einen Abonnentenservice bot. Bis 1969 versorgte der Sender Kunden, die ein spezielles Dekodiergerät gemietet hatten, mit werbefreien Spielfilmen, Sport- und anderen Unterhaltungsprogrammen.
In den 1960er und 1970er Jahren geriet RKO General unter Druck. Konkurrenten brachten das Unternehmen wegen seiner Arrangements mit Werbekunden mehrfach vor Gericht. Seitdem wurde es für RKO General immer schwieriger, ausgelaufene Lizenzen für seine Rundfunkstationen zu erneuern. Die Aufsichtsbehörde warf dem Unternehmen 1977 eine ganze Reihe von Verfehlungen vor. RKO General ging vors Appellationsgericht in Washington, D.C. und 1982 vor den US-Supreme Court, konnte sich aber nicht durchsetzen.
1981 unternahm General Tire einen Versuch, den Markennamen RKO Pictures zu reaktivieren, und koproduzierte und produzierte eine Reihe von Filmen. Hier eine Auswahl:
- 1982: Katzenmenschen (Cat People)
- 1982: Grenzpatrouille (The Border)
- 1983: Die Chaotenclique (D.C. Cab)
- 1984: Straßen in Flammen (Streets of Fire)
- 1986: In guten und in schlechten Zeiten (Mesmerized)
- 1986: Half Moon Street (Half Moon Street)
- 1987: Danny, immer fünf Minuten zu spät (Hot Pursuit)
- 1987: Hamburger Hill (Hamburger Hill)

1983 unternahm die Aufsichtsbehörde einen weiteren Versuch, RKO General vollständig aus dem Rundfunkgeschäft zu verdrängen. Das Unternehmen fand einen vorläufigen Ausweg, indem es für seine verbliebenen Fernsehstationen neue Standorte suchte, unterzog sich dann aber einer umfassenden Reorganisation. Sowohl General Tire als auch RKO General wurden Tochterunternehmen einer neuen Holdingorganisation GenCorp. Da der Druck der Aufsichtsbehörde nicht nachließ, zog RKO General sich Ende der 1980er Jahre immer weiter aus dem Rundfunkgeschäft zurück. Seine letzte Station verkaufte das Unternehmen 1991.
Im September 1987 erwarb das Investmentunternehmen Wesray Capital Corporation für 32 Mio. US-Dollar das Label RKO Pictures samt allen noch verbliebenen Auswertungsrechten für die RKO-Filmbestände. Wesray schloss diesen Erwerb dann mit der Freizeitparkkette Six Flags zu einem neuen Unternehmen RKO/Six Flags Entertainment zusammen.